# Cantikus
Genre
Cantikus est un genre d'araignées aranéomorphes de la famille des Pholcidae.

## Distribution
Les espèces de ce genre se rencontrent en Asie du Sud-Est et en Chine.

## Liste des espèces
Selon World Spider Catalog (version 22.5, 09/08/2021) :
- Cantikus anaiensis (Yao & Li, 2016)
- Cantikus ballarini (Yao & Li, 2016)
- Cantikus cheni (Yao & Li, 2017)
- Cantikus chiangmaiensis (Yao & Li, 2016)
- Cantikus elongatus (Yin & Wang, 1981)
- Cantikus erawan (Huber, 2011)
- Cantikus exceptus (Tong & Li, 2009)
- Cantikus gou (Yao & Li, 2016)
- Cantikus halabala (Huber, 2011)
- Cantikus khaolek (Huber, 2016)
- Cantikus kuhapimuk (Huber, 2016)
- Cantikus lintang (Huber, 2016)
- Cantikus namou (Huber, 2011)
- Cantikus pakse (Huber, 2011)
- Cantikus phami (Yao, Pham & Li, 2015)
- Cantikus pyu (Huber, 2011)
- Cantikus sabah (Huber, 2011)
- Cantikus sepaku (Huber, 2011)
- Cantikus subwan (Yao & Li, 2017)
- Cantikus sudhami (Huber, 2011)
- Cantikus taptaoensis (Yao & Li, 2016)
- Cantikus tharnlodensis (Yao & Li, 2016)
- Cantikus ubin (Huber, 2016)
- Cantikus v-notatus (Thorell, 1878)
- Cantikus wan (Yao & Li, 2016)
- Cantikus youngae (Huber, 2011)
- Cantikus zhuchuandiani (Yao & Li, 2016)

## Publication originale
- Huber, Eberle & Dimitrov, 2018 : « The phylogeny of pholcid spiders: a critical evaluation of relationships suggested by molecular data (Araneae, Pholcidae). » ZooKeys, no 789, p. 51-101 (texte intégral).